# Sensenich Propeller
Sensenich Propeller est une société américaine spécialisée dans la fabrication d'hélices pour l'aéronautique.

## Histoire

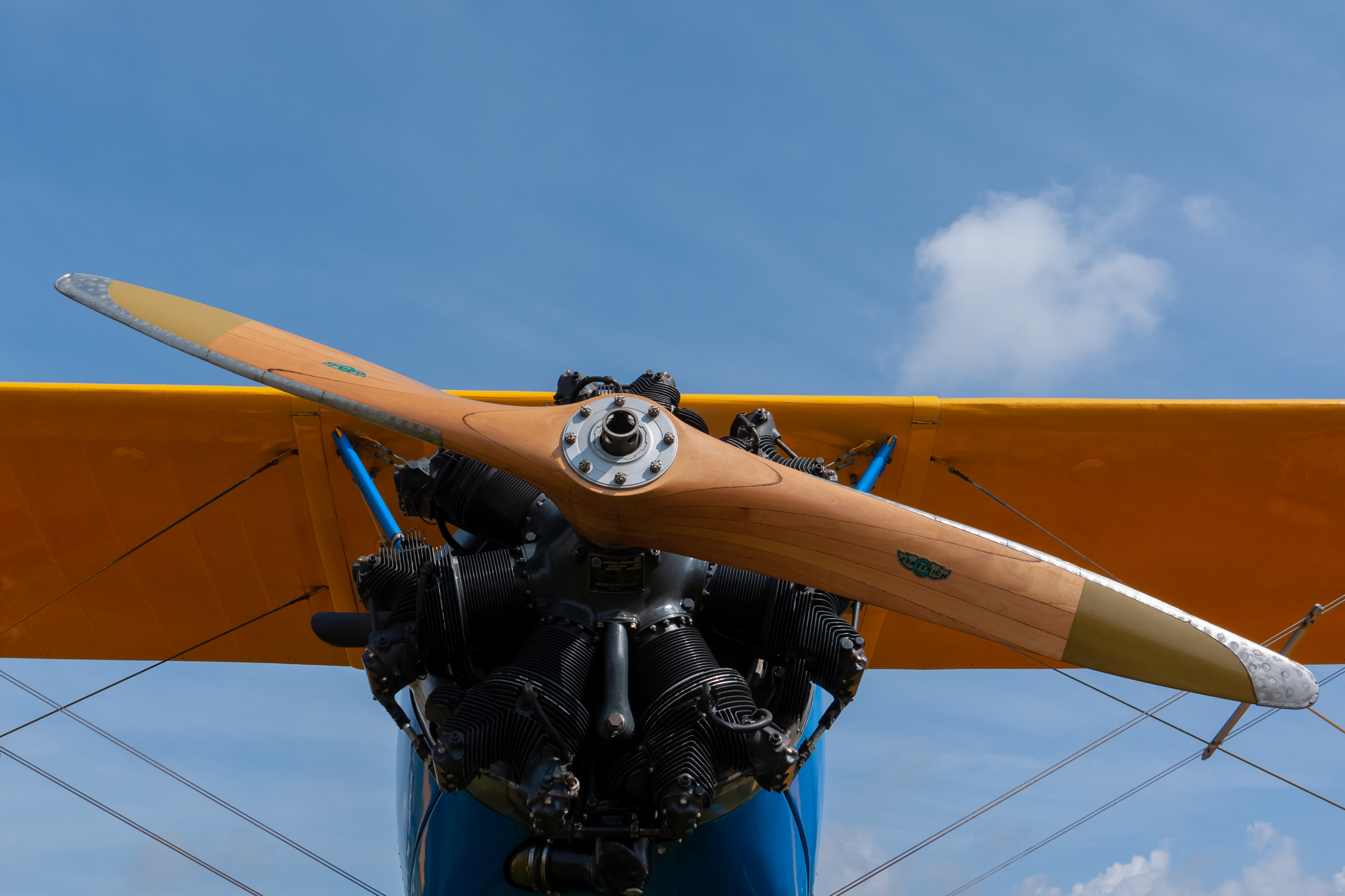
Hélice en bois Sensenich

Sensenich Propeller est fondée en 1932 par les frères Harry et Martin Sensenich. La société est basée à Lilitz, Pennsylvanie et produit des hélices en bois pour l'aviation légère. Sensenich devient le plus gros producteur d'hélices en bois pendant la Seconde Guerre mondiale.
Sensenich conçoit des hélices en métal à partir de 1947. La société ouvre une seconde usine à Plant City, Floride pour la fabrication d'hélices en bois pour les hydroglisseurs en 1994. La société conçoit des hélices en matériau composite à partir de 2004.
Toutes les activités sont regroupées à Plant City en 2023. 2500 hélices en bois et 8000 pales en matériau composite sont produites chaque année.
Les frères Sensenich sont nommés – mais n'ont pas encore été sélectionnés – pour intégrer le National Aviation Hall of Fame.